# Materiales pétreos

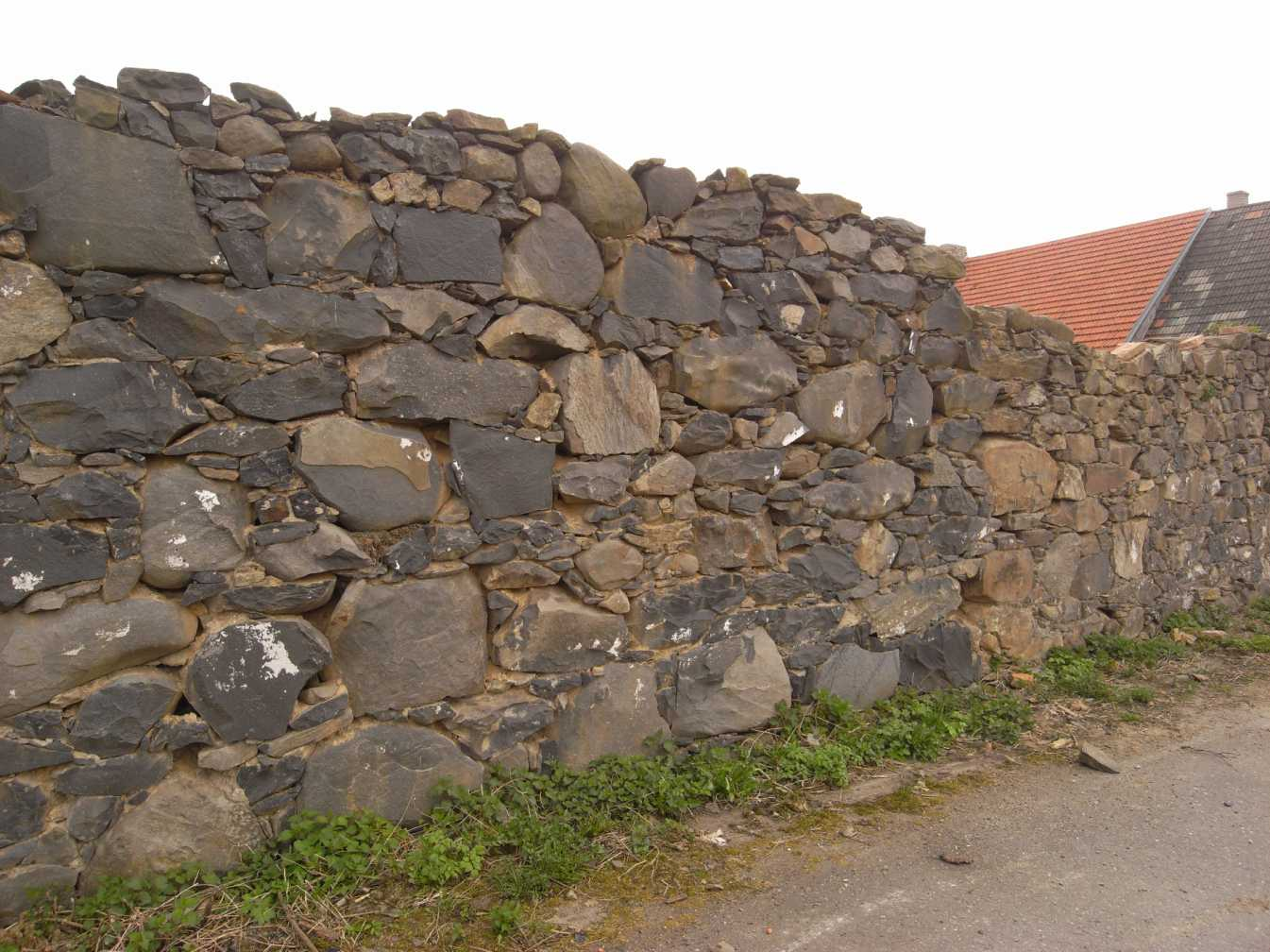
Muro de piedra de una granja tradicional (República Checa)

Los materiales pétreos (del latín «petreus») son aquellos que provienen de la roca, de una piedra o de un peñasco; habitualmente se encuentran en forma de bloques, losetas o fragmentos de distintos tamaños, principalmente en la naturaleza, aunque de igual manera existen otros que son procesados e industrializados por el ser humano.

## Clasificación de locaso
Hay tres tipos:[cita requerida]
- Naturales: localizados en yacimientos naturales, para utilizarlos sólo es necesario que sean seleccionados, refinados y clasificados por tamaños; comúnmente se hallan en yacimientos, canteras y/o graveras;

- Artificiales: se localizan en macizos rocosos; para obtenerlos se emplean procedimientos de voladura con explosivos, posteriormente se limpian, machacan y clasifican, y se procede a utilizarlos. Estos materiales atraviesan numerosos procesos hasta que se usan pero no tantos como los industriales.

- Industriales: han pasado por diferentes procesos de fabricación, como productos de desecho, materiales calcinados, procedentes de demoliciones o algunos que ya han sido manufacturados y mejorados por el hombre.

## Usos y aplicaciones
Algunos ejemplos del uso de estos materiales incluyen el yeso, que mezclado con agua se puede utilizar en la construcción de bóvedas, tabiques, placas y moldes, así como el cemento y hormigón, que se emplean principalmente en el área de ingeniería civil o arquitectura, ya que se usan para fabricación de estructuras, columnas, elementos decorativos, etc. También se emplean en la elaboración de carreteras, vías férreas, esculturas, recubrimiento de suelos y paredes. Así pues, este tipo de materiales se han vuelto importantes en la industria ya que se utilizan en todo tipo de proyectos, desde lo más sencillo como elaborar firmes de carretera, revestimientos de pavimentos, hasta algo más complejo como pueden ser edificios de grandes proporciones.

## Ejemplos
Algunos tipos de materiales pétreos son el mármol, el granito, la pizarra, el vidrio, el yeso y el concreto u hormigón, entre una gran gama de materiales que se pueden procesar y cada uno de ellos cumple una función importante y singular en el área de la construcción.